# 陈云旧居
陈云旧居，是时任中共中央东北局副书记陈云在任沈阳特别市军事管制委员会主任期间寓居沈阳的旧宅。目前，陈云旧居被列为沈阳市文物保护单位进行保护。

## 历史沿革
建筑原为银行职员住宅，1948年11月辽沈战役结束后，中共安排陈云兼任沈阳特别市军事管制委员会主任并入住铁路旅馆。后来，陈云得知沈钧儒、郭沫若、李济深等民主人士要来沈阳，陈云便主动与家人从铁路宾馆搬至于此并寓居直至1949年5月。2005年，建筑被辟为陈列馆，展示陈云在东北的工作事迹。2008年，陈云旧居被列为第三批沈阳市文物保护单位。

## 建筑
陈云旧居建筑为典型的日式二层砖木瓦顶建筑，青砖灰瓦墨绿窗，建筑风格线条简约棱角分明。建筑共高二层，水泥瓦顶，建筑占地面积195平方米，建筑面积约 385 平方米。建筑内饰有红棕色实木地板、窗户、房梁、门框等。一层原为陈云的工作人员办公室、会计室、厕所和厨房等。二层西部原为陈云卧室，东部为其秘书余建亭卧室。